# دليل تحرير المراهق
دليل تحرير المراهق : كيفية ترك المدرسة والحصول على حياة وتعليم حقيقي، والذي تم نشره في عام 1991 من قبل غريس لويلين، وهو كتاب عن عدم الإلتحاق بالمدارس وتمكين الشباب.
ومستوحى بشكل كبير من فلسفة جون هولت التعليمية، حيث يشجع الدليل المراهقين على ترك المدرسة ذات الدوام الدراسي الكامل والسماح لفضولهم بشان العالم بتوجيه عملية تعلمهم.
وتتضمن إقتراحات ومصادر تتعلق بالمجالات الأكاديمية التقليدية، بالإضافة إلى فصول عن التحدث مع الآباء والحياة الاجتماعية والكليات واستكشاف العالم.

## وصلات خارجية
￼This article about an education-related book is a stub. You can help Wikipedia by expanding it.